# Îles Tanimbar
Les îles Tanimbar, en indonésien Kepulauan Tanimbar, forment un archipel d'Indonésie baigné par les mers de Banda et d'Arafura, dans le vaste ensemble insulaire des Moluques. Elles sont situées à 109 km à l'est des îles Babar et à 137 km au sud-ouest des îles Kei.
Sur les 65 îles de l'archipel, la plus grande est Yamdena où se trouve Saumlaki, la plus grande ville et port. Les autres îles importantes sont Larat, Wuliaru et Selaru.
Administrativement, l'archipel fait partie du kabupaten des Moluques du Sud-Est occidentales de la province des Moluques.

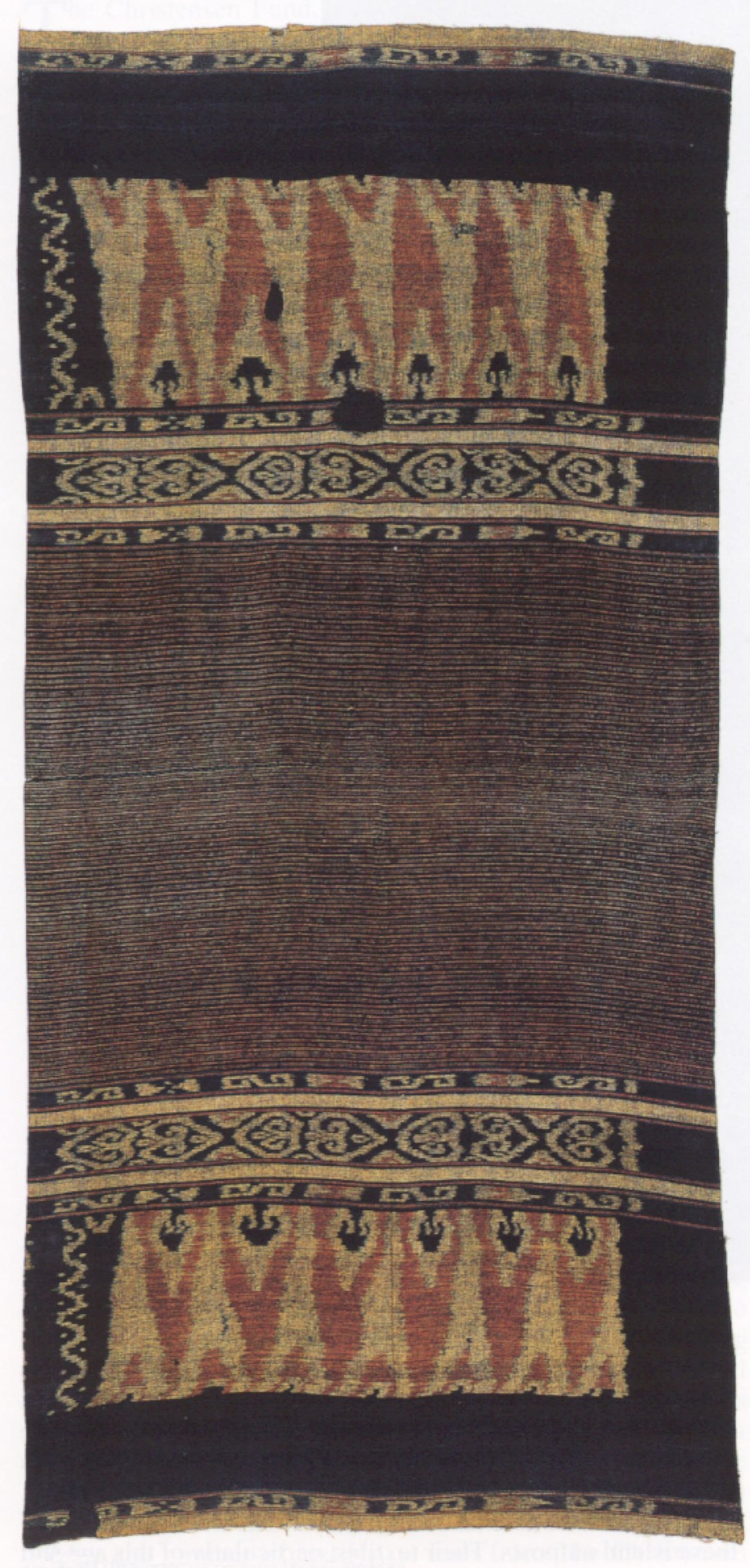
Ikat de Tanimbar du XVIIIe siècle.
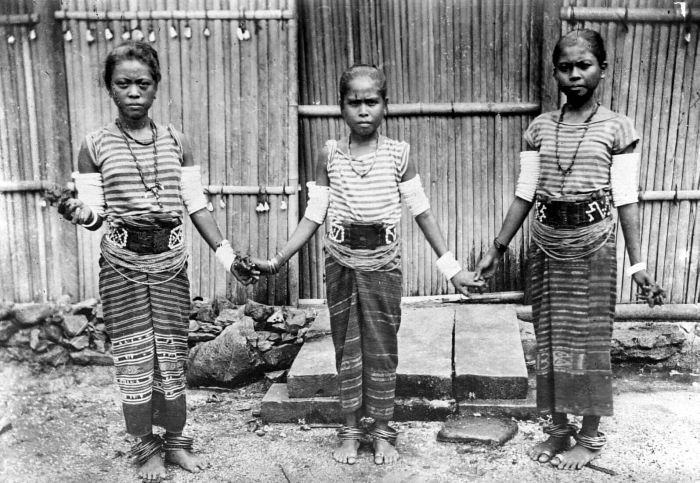
Trois jeunes filles des Îles Tanimbar en tenue de danse. Date inconnue.
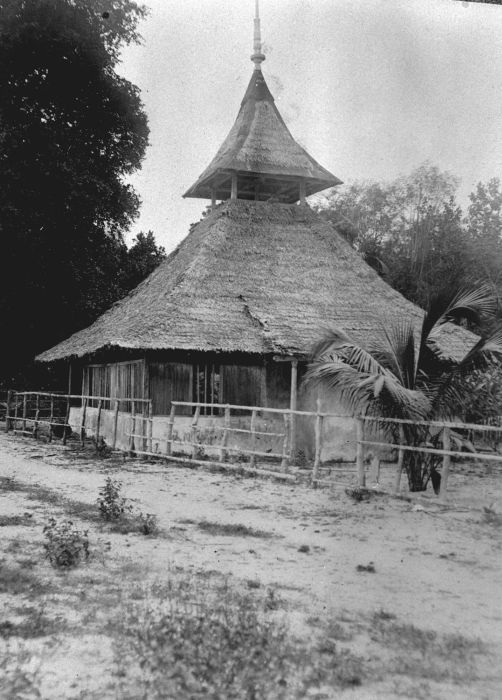
Construction des îles Tanimbar, 1910.